# Not Guilty
Not Guilty er en amerikansk stumfilm fra 1910.

## Medvirkende
- Frank H. Crane som Harry Martin
- Marie Eline